# Zivilverfassung des Klerus

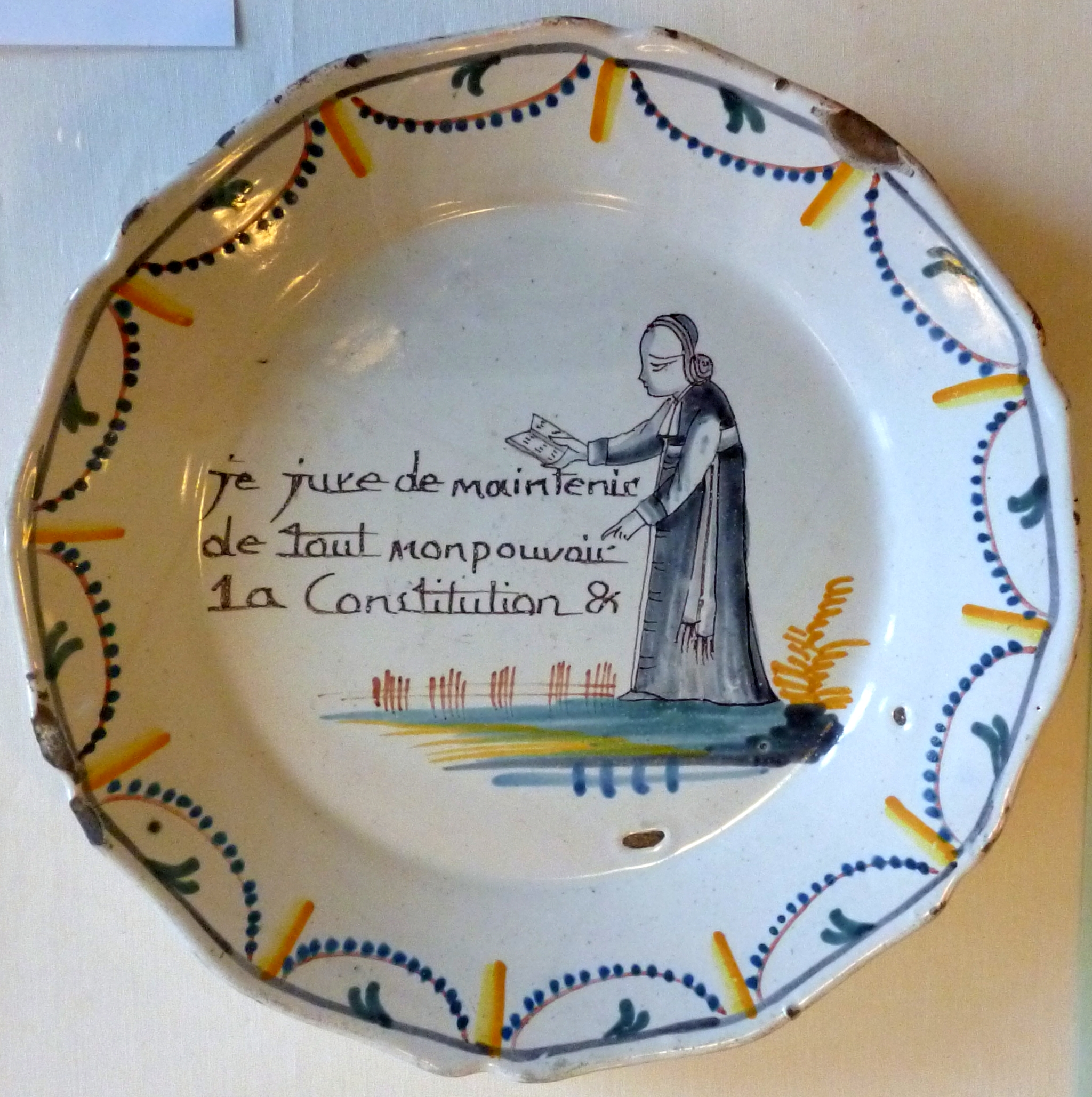
Ich schwöre, mit allen meinen Kräften die Verfassung zu wahren.
Schwörender Geistlicher auf einem Revolutionsteller (1791)

Die Zivilverfassung des Klerus (auch: Zivilkonstitution, französisch: Constitution civile du clergé) von 1790 war die Grundlage für die Integration der katholischen Kirche in das durch die Französische Revolution veränderte politische System in Frankreich. Sie machte die Geistlichen zu vom Volk gewählten und vom Staat besoldeten Beamten ihrer Pfarreien und Bistümer.

## Inhalt
Die französische Nationalversammlung hatte bereits am 2. November 1789 die Nationalisierung der Kirchengüter beschlossen und am 13. Februar 1790 die katholischen Orden aufgehoben. Seit dem 22. Mai debattierte die Versammlung über die Stellung der Weltgeistlichen. Am 12. Juli 1790 wurde die Zivilverfassung verabschiedet und am 24. August verkündet. Das seit 1516 geltende Konkordat wurde damit außer Kraft gesetzt.
Die beschlossene Zivilverfassung setzte sich aus vier Teilen zusammen. Diese beschäftigten sich mit den kirchlichen Ämtern, der Bezahlung der Geistlichen und weiteren Fragen. Die Zuständigkeitsgebiete der Diözesen wurden den neuen staatlichen Einheiten der Départements angepasst. Jedes Département erhielt ein Bistum. Damit wurde die Zahl der Bischofssitze von 139 auf 83 reduziert. Die Pfarreien sollten so eingerichtet werden, dass ein Pfarrer für 6000 Einwohner zuständig sein sollte.
Die Bischöfe und Pfarrer wurden wie staatliche Funktionäre gewählt. Für die Bischofswahlen gab es Wählerversammlungen von Priestern und Laien auf der Ebene des Départements. Die Einsetzung der Bischöfe sollte durch die Erzbischöfe ohne Bestätigung durch den Papst erfolgen. Vergleichbar sollte auch die Wahl der Pfarrer auf kommunaler Ebene verlaufen. Die bisherigen Domkapitel wurden abgeschafft, an ihre Stelle traten sogenannte Episkopalräte, eine Art Priesterrat, der die Amtsführung des Bischofs kontrollierte.
Nachdem die umfangreichen Kirchengüter, Basis des vorrevolutionären Pfründenwesens, verstaatlicht worden waren, wurde der konstitutionelle Klerus nunmehr staatlich besoldet. Dabei blieben allerdings erhebliche hierarchische Unterschiede bestehen. So bezog der Erzbischof von Paris ein Gehalt von 50.000 Livres, ein Dorfpfarrer aber nur 1200 Livres. Ein weiterer Punkt der Zivilkonstitution war die feste Bindung der Kleriker an den Ort ihres Amtes (Residenzpflicht).
Die Zivilkonstitution vollendete die Entwicklung der französischen Kirche zu einer Nationalkirche und setzte die wesentlichen Forderungen des Gallikanismus des 18. Jahrhunderts um. Die Bindung an den Papst wurde gelockert. Anweisungen aus Rom wurden von der Regierung kontrolliert, Abgaben nach Rom eingestellt, und dem Papst jegliche kirchliche Gerichtsbarkeit aberkannt. Über Bischofs- und Pfarrerwahlen wurde die Kurie informiert, ohne dass diese einen Einfluss auf die Entscheidung hätte nehmen können. Lediglich als Symbol, als „sichtbares Haupt der universalen Kirche“, wurde der Papst anerkannt.

## Der Treueeid und die Folgen

### Der Eid der Zivilkonstitution
Alle staatlich besoldeten Kleriker hatten einen Eid auf die Verfassung abzulegen:

« Je jure de veiller avec soin sur les fidèles du diocèse ou de la paroisse, qui m’est confié, d’être fidèle à la nation, à la loi et au Roi, et de maintenir de tout mon pouvoir la Constitution décrétée par l’Assemblée nationale et acceptée par le Roi. »

„Ich schwöre, sorgfältig die Aufsicht über die Gläubigen der mir anvertrauten Diözese oder Pfarrei zu führen, der Nation, dem Gesetz und dem König treu zu sein und mit allen meinen Kräften die Verfassung, die von der Nationalversammlung erlassen und vom König angenommen worden ist, aufrechtzuerhalten.“

Der Wortlaut ähnelte dem etwa zeitgleich eingeführten und im Folgejahr in die erste französische Revolutionsverfassung von 1791 aufgenommenen Bürgereid, den alle politisch aktiven Bürger Frankreichs zu schwören hatten.

### Reaktionen

Prozentualer Anteil von Priestern, die 1791 den Eid auf die Zivilverfassung des Klerus geleistet hatten (Michel Vovelle). Die in der Karte eingetragenen Grenzen der Départements entsprechen nicht den historischen, sondern denjenigen mit Stand von 2007, da die zugrundeliegenden Daten in den Départementsarchiven erhoben wurden.

Im Laufe des Jahres 1791 wurden 60 Neubischöfe nach den Vorgaben der Zivilkonstitution geweiht; die ersten konstitutionellen Bischofsweihen nahm Charles Talleyrand vor. Im März 1791 verurteilte Papst Pius VI. die Zivilkonstitution mit seinem Breve Quod aliquantum und erklärte die Weihen der konstitutionellen Bischöfe am 13. April 1791 für illegitim und unkanonisch. Die diplomatischen Beziehungen zwischen Rom und Paris wurden daraufhin abgebrochen.
Innerhalb der katholischen Kirche Frankreichs kam es nach der Erklärung des Papstes zu einem Schisma zwischen romtreuen Klerikern und solchen, die den Eid auf die Zivilkonstitution ablegten, mit starken Auswirkungen auf die Bevölkerung. Zu dieser Zeit hatten etwa 55 % der Priester in ländlichen Gemeinden und zwischen 25 % und 48 % in den städtischen Gemeinden den verlangten Eid geleistet. Zwei Drittel der geistlichen Abgeordneten und fast alle Bischöfe, mit sieben Ausnahmen, hatten die Eidesleistung hingegen abgelehnt. Die Eidverweigerer, réfractaires genannt, waren Verfolgungen und Sanktionen ausgesetzt; eine große Zahl wurde hingerichtet, eingekerkert oder deportiert. Etwa 40.000 Priester mussten Frankreich verlassen.
Ihren Höhepunkt erreichte die Auseinandersetzung ab Oktober 1791 nach der Errichtung der Gesetzgebenden Nationalversammlung, der 26 Staatsgeistliche, darunter zehn Bischöfe, angehörten. Ein Dekret vom 29. November 1791 erklärte jene Priester, die der Klerusverfassung nicht zustimmen und den Eid nicht leisten wollten, pauschal für „umsturzverdächtig“ (suspects de révolte). Die eidverweigernden Priester wurden mit Kerker bedroht und vollständig entrechtet, ihre Gottesdienste verboten, wogegen der König sein Veto einlegte, was ihm von jakobinischer Seite als Verrat angelastet wurde. Mit einem Breve vom 19. März 1792 drohte Papst Pius VI. dem konstitutionellen Klerus die Exkommunikation an. Ab April eskalierte die Situation, auch bedingt durch den Krieg zwischen Österreich und Frankreich. Am 6. April 1792 wurde das Tragen von geistlichen Gewändern und Abzeichen verboten, am 27. Mai die Ausweisung der Eidverweigerer beschlossen, ab Juli kam es zu Deportationen nach Südfrankreich. Nach dem Sturm auf die Tuilerien am 10. August 1792 und dem Sturz des Königs wurden viele hundert Adelige und Kleriker in die Kerker der Hauptstadt eingeliefert. Am 2. September begannen Ermordungen zahlreicher Priester und Aristokraten in den Gefängnissen.
Teile der Landbevölkerung, besonders im bäuerlichen Westen Frankreichs, entschlossen sich vor allem wegen der harten Kirchenverfolgung zum Aufstand gegen die Zentralregierung, weshalb der Aufstand der Vendée und die als Antwort auf die inneren Widerstände interpretierbare Errichtung der Jakobinerherrschaft zum Teil auch als Folgen der Konflikte um die Zivilkonstitution eingeschätzt werden.

### Bischöfe des Ancien Régime, die den Eid auf die Zivilverfassung des Klerus abgelegt haben
| 1 | Charles-Maurice de Talleyrand-Périgord | Autun        | Mitglied der Nationalversammlung |
| 2 | Jean Baptiste Gobel                    | Paris        | Mitglied der Nationalversammlung |
| 3 | Étienne Charles de Loménie de Brienne  | Sens         |                                  |
| 4 | Louis-François-Alexandre de Jarente    | Orléans      |                                  |
| 5 | Charles de La Font de Savine           | Viviers      |                                  |
| 6 | Jean-Baptiste Dubourg-Miroudot         | Babylon      |                                  |
| 7 | Pierre-François-Martial de Loménie     | Traianopolis | Koadjutorerzbischof von Sens     |

### Der Eid „Liberté-Égalité“
Die Eidesformel wurde nach der Abschaffung der Monarchie im August 1792 noch einmal erheblich verschärft: Nun mussten gelobt werden, die Zivilverfassung bis zum Tod zu verteidigen. Dieser Eid, der im Volksmund „Liberté-Égalité“ genannt und im September 1792 nochmals umformuliert wurde, konnte nun auch von Geistlichen verlangt werden, die nicht unter das bisherige, von der Zivilverfassung geregelte System des staatlich besoldeten Klerus gefallen waren, was zu neuerlichen Spannungen und Spaltungen innerhalb der Geistlichkeit und zu neuen Opfern führte. Unter den Hunderten gefangener Kleriker, die Opfer der sogenannten Septembermorde nach dem Sturz des Königs wurden, war auch dessen früherer Beichtvater, der später seliggesprochene, 87-jährige Bischof Dulau. Während die emigrierten französischen Bischöfe dem neuen Eid mehrheitlich ablehnend gegenüberstanden und gleichzeitig ihre Treue zur Krone betonten, waren innerhalb Frankreichs hochrangige Theologen, Kirchenobere und Bischöfe auch aus den Reihen der bisherigen Eidverweigerer der Meinung, der neue Eid, der keinen direkten Bezug zur Zivilverfassung des Klerus besaß, sei rein politischen Inhalts und darum zu akzeptieren.

## Ende der Zivilverfassung
Während der Herrschaft des jakobinischen Wohlfahrtsausschusses wurden im November 1793 neben anderen Revolutionären auch die Schöpfer der Zivilkonstitution des Klerus hingerichtet. Im Zuge der Entchristianisierung schworen neun von zehn der konstitutionellen Geistlichen dem Priesterstand ab und verließen die Kirche oder gingen wie die Eidverweigerer in den Untergrund. Nach dem Ende der Terrorherrschaft im Sommer 1794 beschloss der Nationalkonvent am 18. September die Trennung von Kirche und Staat und schaffte alle Unterstützungsleistungen für die Geistlichkeit ab, womit die Zivilverfassung des Klerus gegenstandslos wurde. Am 21. Februar 1795 wurde die Kultfreiheit gesetzlich verankert. Die Direktoriumsverfassung vom Herbst 1795 verlangte von den Priestern nur noch die allen Bürgern vorgeschriebene Erklärung des Gehorsams gegenüber den Gesetzen der Republik. Mit einem nicht offiziell veröffentlichten Breve vom 5. Juli 1796 erklärte der Papst, der durch den Italienfeldzug Napoleons unter Druck geraten war, das bloße Gehorsamsversprechen für zulässig. Dennoch kam es auch nach 1795 noch zu repressiven Dekreten, die die Ausbürgerung jener Geistlichen anordneten, die als Eidverweigerer verbannt worden waren oder die Republik weiterhin nicht anerkannten. Besonders die in den Jahren 1795 bis 1797 vollzogene Angliederung Belgiens an Frankreich führte zu Konflikten mit dem dortigen Klerus; 1798/99 kam es dort – unter anderem wegen des vorgeschriebenen Priestereids – zu einem Bauernaufstand („Boerenkrijg“).
Erst 1797 wurde die Kultfreiheit effektiv verwirklicht, Sonntagsmessen wurden allmählich wieder gehalten. Zahlreiche emigrierte Kleriker kehrten zurück, die Republikgegner unter ihnen mussten aber auch 1798/99 noch mit – allerdings wenig effektiven – Verfolgungen rechnen. Das Konkordat von 1801 beendete die repressive Phase der französischen Kirchenpolitik und das System der „konstitutionellen“ Kirchenorganisation endgültig und stellte das Verhältnis des Staates zur römisch-katholischen Kirche auf seine bis zum Gesetz zur Trennung von Kirche und Staat von 1905 gültige Basis.